# Maurice Maeterlinck
Maurice Polydore Marie Bernard Maeterlinck, född 29 augusti 1862 i Gent i Belgien, död 6 maj 1949 i Nice i Frankrike, var en belgisk författare. Han erhöll Nobelpriset i litteratur 1911.

## Biografi
Maeterlinck kom från en välbärgad fransktalande familj i Gent. Han verkade först en kortare tid som advokat, men övergav den banan i slutet av 1880-talet för att istället verka som författare.
Redan under studietiden vid Gents universitet lärde han känna författaren Emile Verhaeren, som var lärare där; en vänskap som skulle vara till Verhaerens död 1916. En annan belgisk författare som Maeterlinck lärde känna tidigt var Charles van Lerberghe. Från 1896 var Maeterlinck verksam i Frankrike, men redan långt tidigare kom han under vistelser i Paris i kontakt med den växande symbolistiska rörelsen kring Stéphane Mallarmé och Villiers de l'Isle-Adam. Maeterlinck applicerade skolans idéer på dramat, och blev 1889 med sin La Princesse Maleine en av de första att presentera ett symbolistiskt drama.
Fantasi är nyckelordet i Maeterlincks skrivande, och hans kanske mest kända drama L'Oiseau bleu (Fågel blå) är ett rent sagospel. Det handlar om de två fattiga barnen Myltyl och Tyltyl som, åtföljda av bland andra Ljus, Katt, Hund, Bröd och Vatten, ger sig ut på jakt efter Fågel blå, en symbol för lyckan. Trolovningen är ett slags fortsättning på Fågel blå.
Maeterlinck hade från 1895 till 1918 en långvarig relation med skådespelerskan och sångerskan Georgette Leblanc – för samtiden känd som Madame Maeterlinck, även om de inte formellt var gifta. Hon medverkade i många uppsättningar av hans dramer och gästspelade också i Sverige hösten 1903 i fyra av hans skådespel. Från 1907 och till 1915 bodde de i perioder i ett kloster, stort som ett helt kvarter – Saint Wandrelle eller Fontenelle Abbey – som Maeterlinck lyckats komma i besittning av, med löfte att lämna det tillbaka till kyrkan efter ett givet antal år. Somliga delar av klostret var dock inte beboeliga. Under Georgettes ledning framfördes under somrarna Maeterlincks dramer i klostret i tämligen relevant miljö, till gästers och allmänhetens uppbyggelse.
Maeterlinck gifte sig 1919 med Renée Dahon, också hon skådespelare. 1930 köpte de ett mindre slott i Nice, Frankrike, som de kallade Villa Orlamonde. Han adlades (upphöjdes till greve) 1932 av den belgiske kungen Albert I. Maeterlinck och hans hustru flydde till USA 1939, för att efter andra världskriget återkomma till Nice 1947, där han dock dog bara två år senare, 86 år gammal.
År 1926 lät han i eget namn utge en entomologisk studie, Termiternas liv, som i allt väsentligt plagierade den sydafrikanske författaren Eugène Marais tidigare utgivna verk Termitens själ. De bådas verk föregicks av Maria Sibylla Merians (1647–1717) tvåvolymsarbete om europeiska insekter, Der Raupen wunderbare Verwandlung und sonderbare Blumennahrung, samt fältarbetet från Amazonas: Metamorphosis Insectorum Surinamensium vilka reflekterade över termiternas själsliv. År 1937 tillhörde Maeterlinck grundarna av Académie Mallarmé.

## Bibliografi

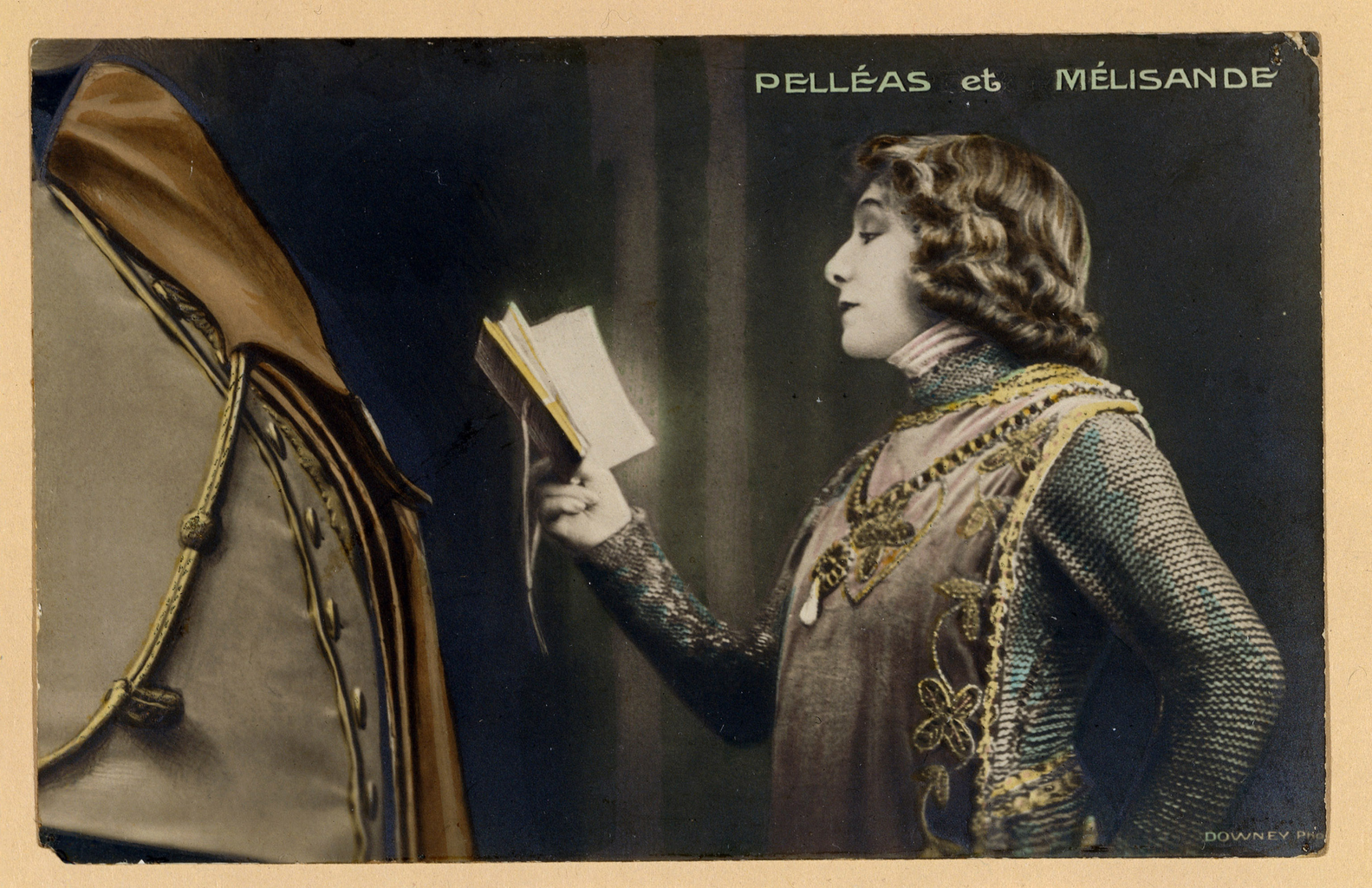
Sarah Bernhardt i Pélleas och Mélisande.

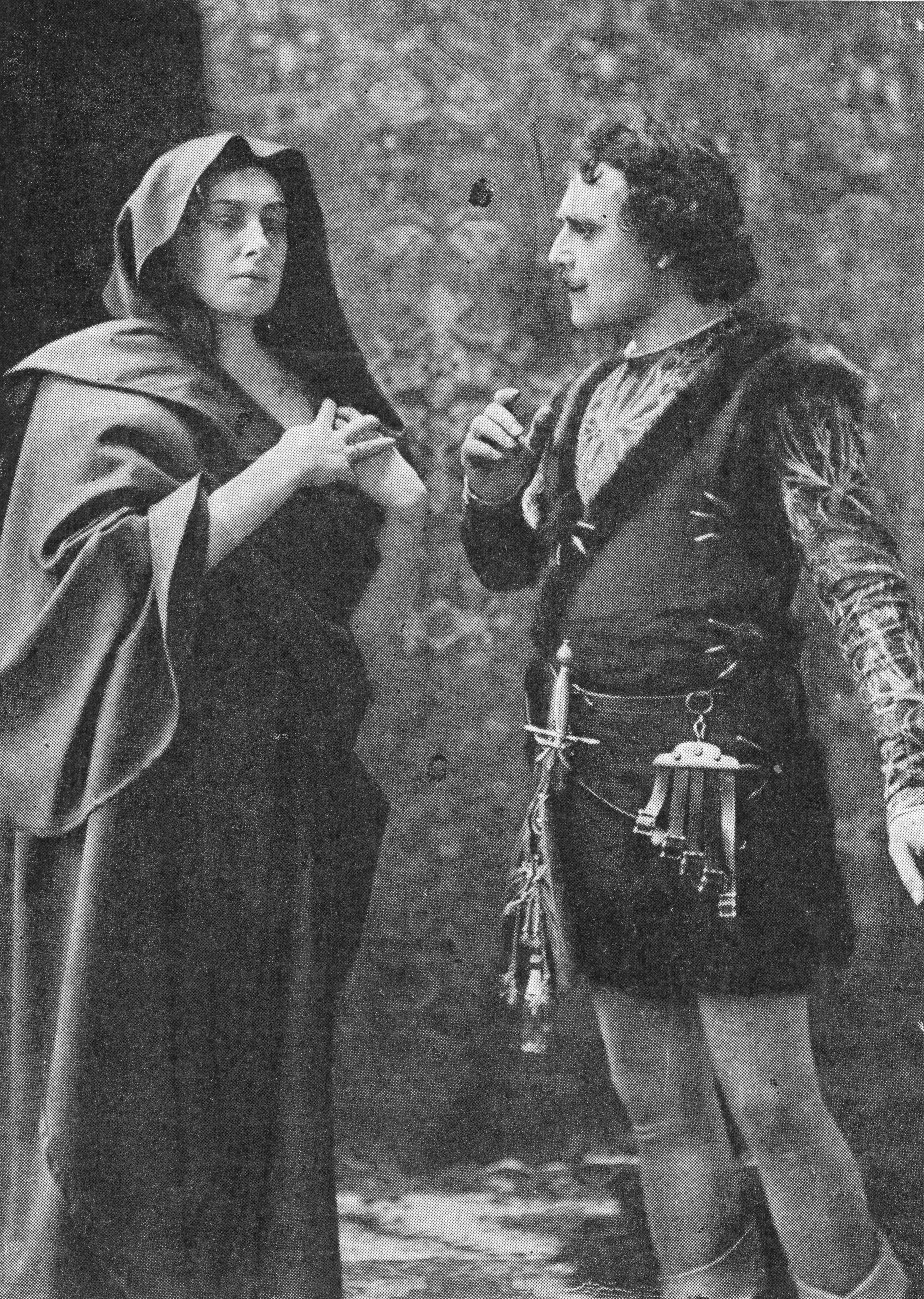
Gerda Lundequist och Anders de Wahl som Monna Vanna och Prinzivalle i Monna Vanna.

## Maeterlinck i musik
Pelléas et Mélisande fungerade som inspiration för minst fyra stora sekelskifteskompositioner: en opera av Claude Debussy, skådespelsmusik av Jean Sibelius, en orkestersvit av Gabriel Fauré, och ett symfoniskt poem av Arnold Schönberg.
Andra operor, sviter, symfonier baserade på Maeterlincks skådespel:
- Princess Maleine: Bréville, Lili Boulanger
- Les Aveugles: Beat Furrer ("Die Blinden")
- Les Sept Princesses: Bréville
- La Mort de Tintagiles: Charles Martin Löffler, Santoliquido
- Aglavaine et Sélysette: Arthur Honegger
- Ariane et Barbe-Bleue: Paul Dukas (Dukas enda opera)
- Sœur Béatrice: Kurt Atterberg (Svit nr 3 för violin, viola och stråkar är en bearbetning av tonsättarens egen skådespelsmusik till Syster Beatrice)
- Monna Vanna: Emil Ábrányi d.y. , Henry Février, Rachmaninov
- L'Oiseau bleu: Albert Wolff 1919